# Lucas Moser
Lucas Moser (Ulm, 1421 – 1492) è stato un pittore tedesco.

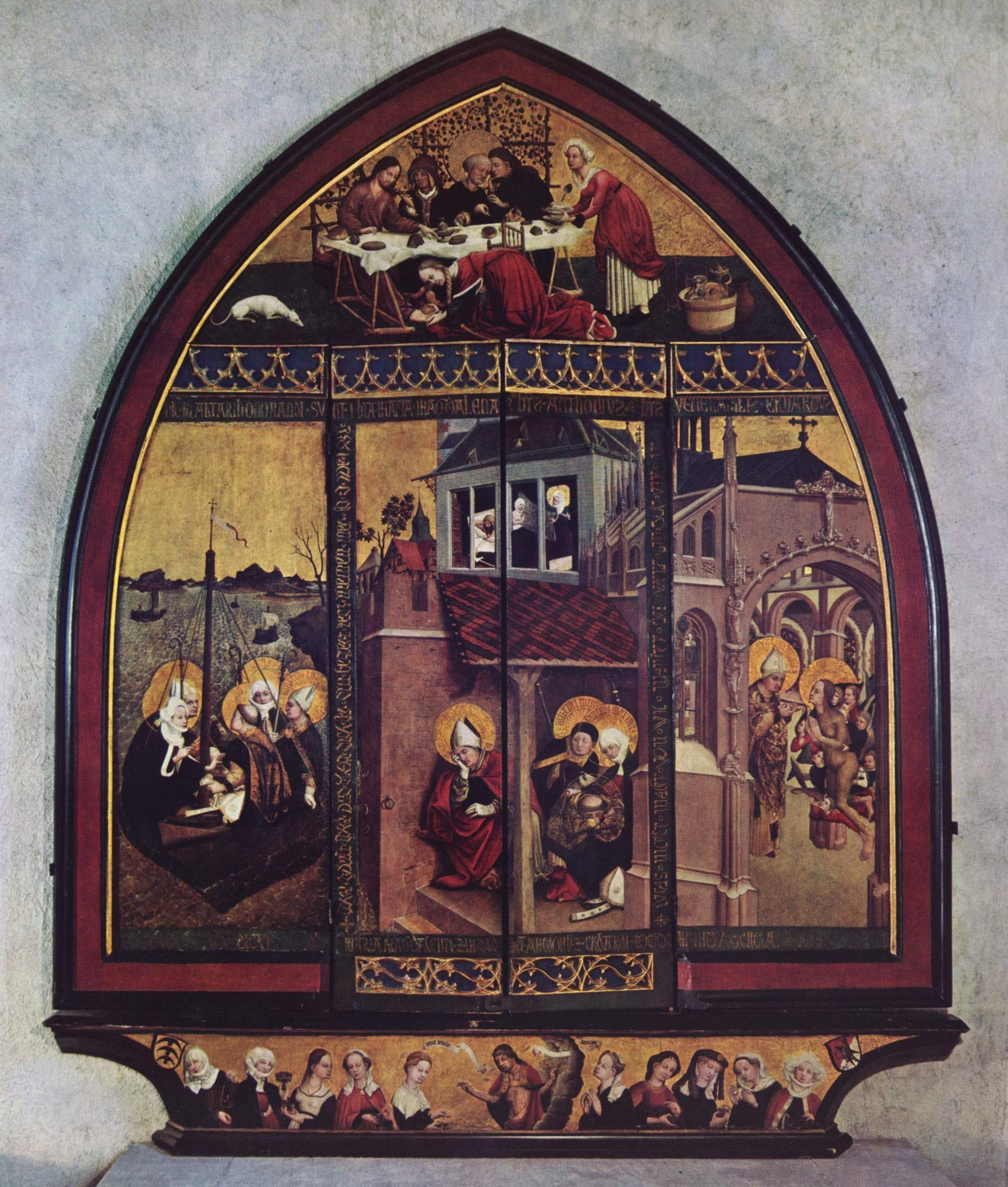
Pala d'altare sopra l'altare di Maria Maddalena a Tiefenbronn

Pittore della cosiddetta Scuola di Ulm, fu autore della pala d'altare sopra l'altare di Maria Maddalena a Tiefenbronn. Fu artista del gotico Internazionale, ma già nella sua opera si notano accenni di realismo.